# Gottlob Friedrich Thormeyer

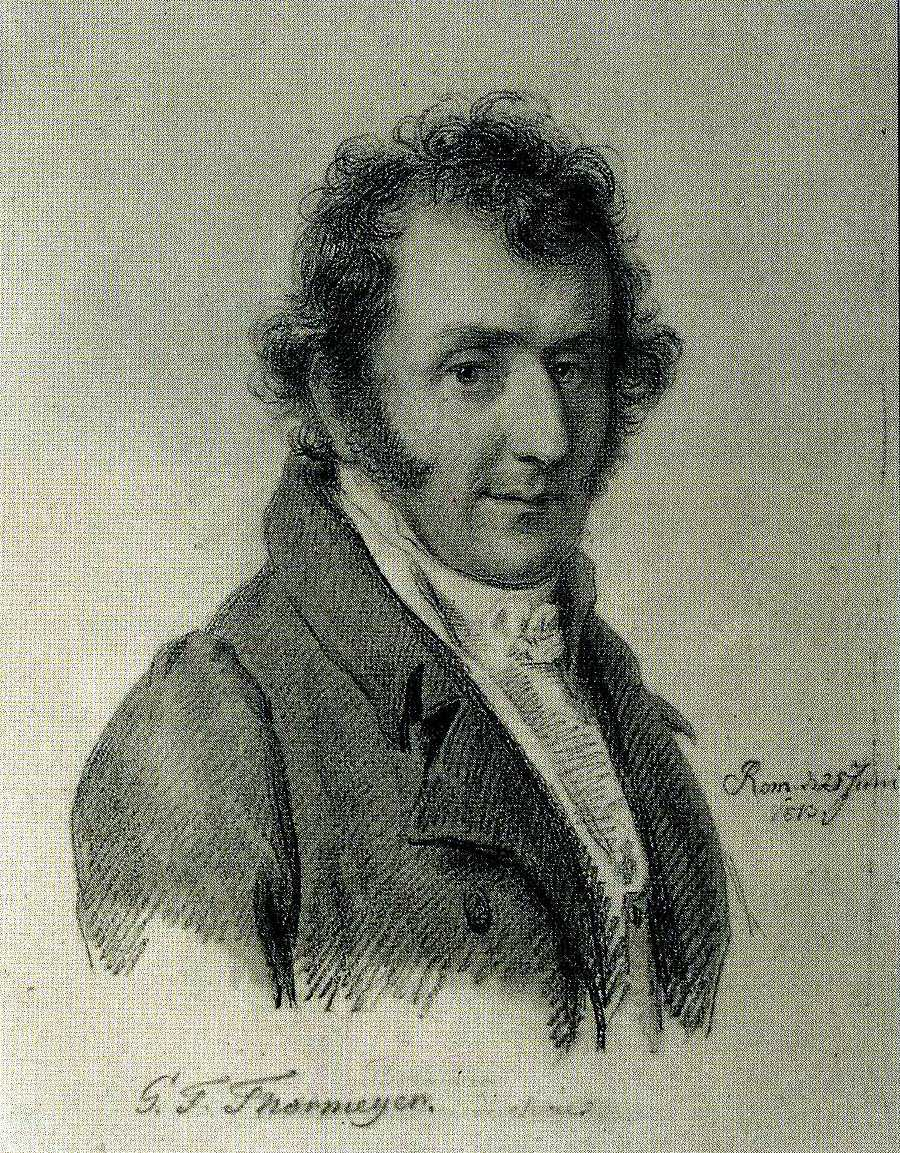
G. F. Thormeyer nach Carl Christian Vogel, 1813

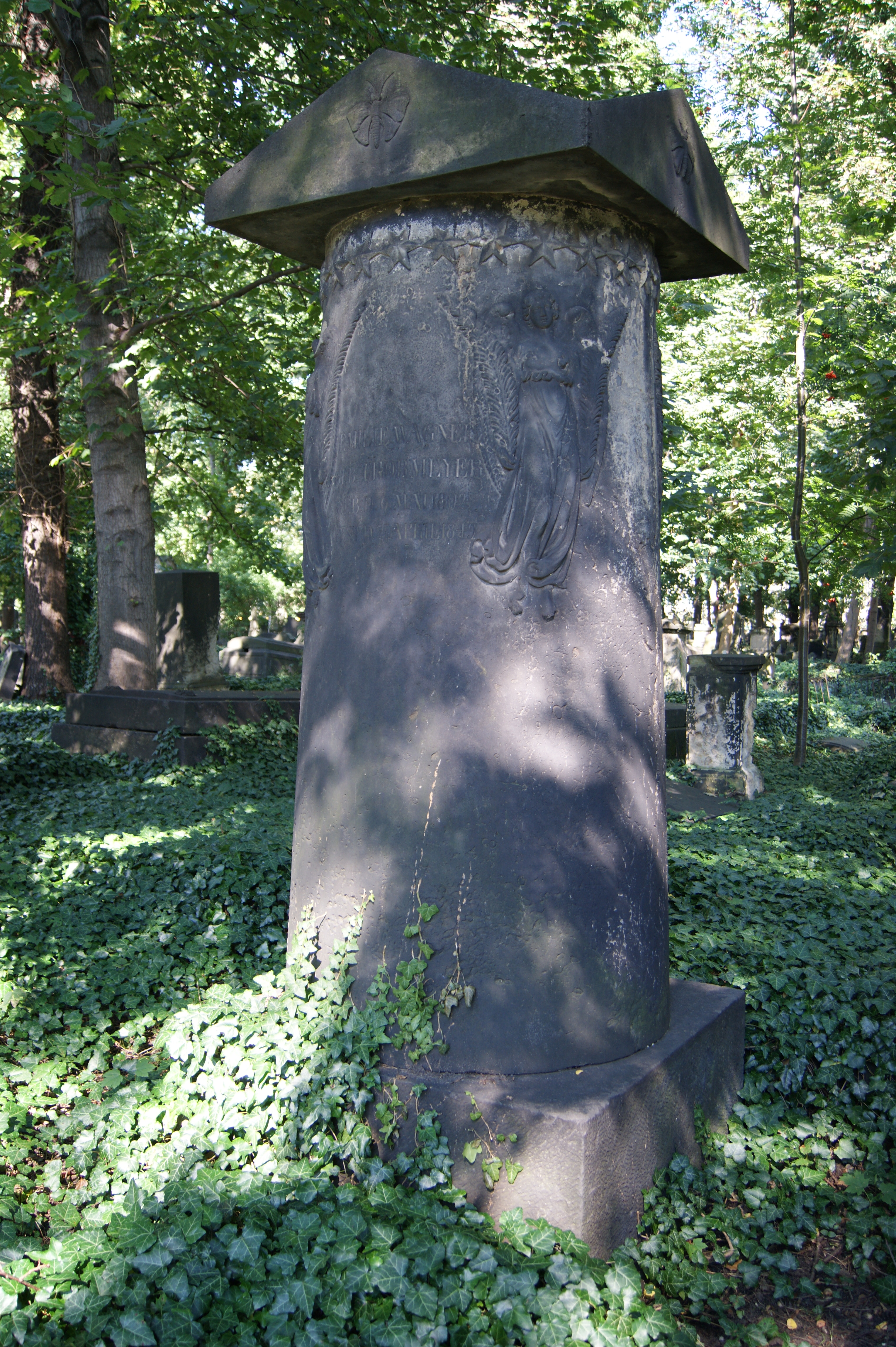
Thormeyers Grab auf dem Eliasfriedhof

Gottlob Friedrich Thormeyer (* 23. Oktober 1775 in Dresden; † 11. Februar 1842 ebenda) war ein deutscher Architekt des Klassizismus und königlich sächsischer Baubeamter.

## Leben
Gottlob Friedrich Thormeyer wurde als eines von sieben Kindern des Schuhmachers Gottlob Friedrich Thormeyer und Christiane Regina geb. Starke in Dresden geboren. Thormeyer studierte Malerei an der Dresdner Kunstakademie unter Giovanni Battista Casanova, wechselte aber bald zur Architektur, wobei Friedrich August Krubsacius und Gottlob August Hölzer seine Lehrer waren. Im Jahr 1812 wurde er zum königlichen Hofbaumeister ernannt.
1814 baute er in Dresden die Freitreppe zur Brühlschen Terrasse, ein Denkmal zu Ehren von Jean-Victor Moreau auf der Räcknitz-Höhe sowie die Torhäuser an der Hauptallee im Großen Garten. Thormeyer gehörte der Demolitionskommission an, die sich um die Entfestigung Dresdens kümmerte. Die Entwürfe zu den Bauten des Trinitatisfriedhofs und der Annenkirche stammen von ihm. Nach seinen Entwürfen ließ außerdem der Verein „Harmonie“ einen Saal im Palais Brühl in der Schießgasse 10 einbauen. Auch der Entwurf für die Calberlasche Zuckersiederei am Theaterplatz (1853 bis 1945 Hotel Bellevue) geht wahrscheinlich auf ihn zurück.
Große Verdienste erwarb sich Thormeyer um den Wiederaufbau von Bischofswerda nach dem großen Stadtbrand von 1813. Nach Plänen Thormeyers wurde das Grabdenkmal für den Dichter der Freiheitskriege, Theodor Körner, gebaut und am 23. September 1814 auf dem Friedhof in Wöbbelin feierlich eingeweiht. 1826 lieferte er die Pläne für die Kaufhallen am Antonsplatz. 1827 errichtete er im Auftrag des sächsischen Staates auf der Bastei das erste massive Gebäude im Schweizerhausstil. Für Tharandt und Radeberg entwarf er Badehäuser.
Von 1827 bis 1829 schuf Thormeyer zwei Torhäuser am Leipziger Tor an der ehemaligen Stadtbefestigung von Altendresden. Eines dieser im klassizistischen Stil errichteten Gebäude steht heute noch an der nordwestlichen Seite des Palaisplatzes. Im Jahr 1825 errichtete er das Haus in der Antonstraße 8. Thormeyer errichtete auch Mietshäuser, so das Haus in der Polierstraße 19.
Gottlob Friedrich Thormeyer war Mitglied der Dresdner Freimaurerloge Zu den drei Schwertern und Asträa zur grünenden Raute. Er starb 1842 in Dresden. Sein Grab befindet sich auf dem dortigen Eliasfriedhof im Feld C 5-32.

## Werke (Auswahl)
- Beschreibung des Gartens zu Machern mit besonderer Rücksicht auf die in demselben befindlichen Holzarten. Berlin 1799 doi:10.5962/bhl.title.43346

## Bilder

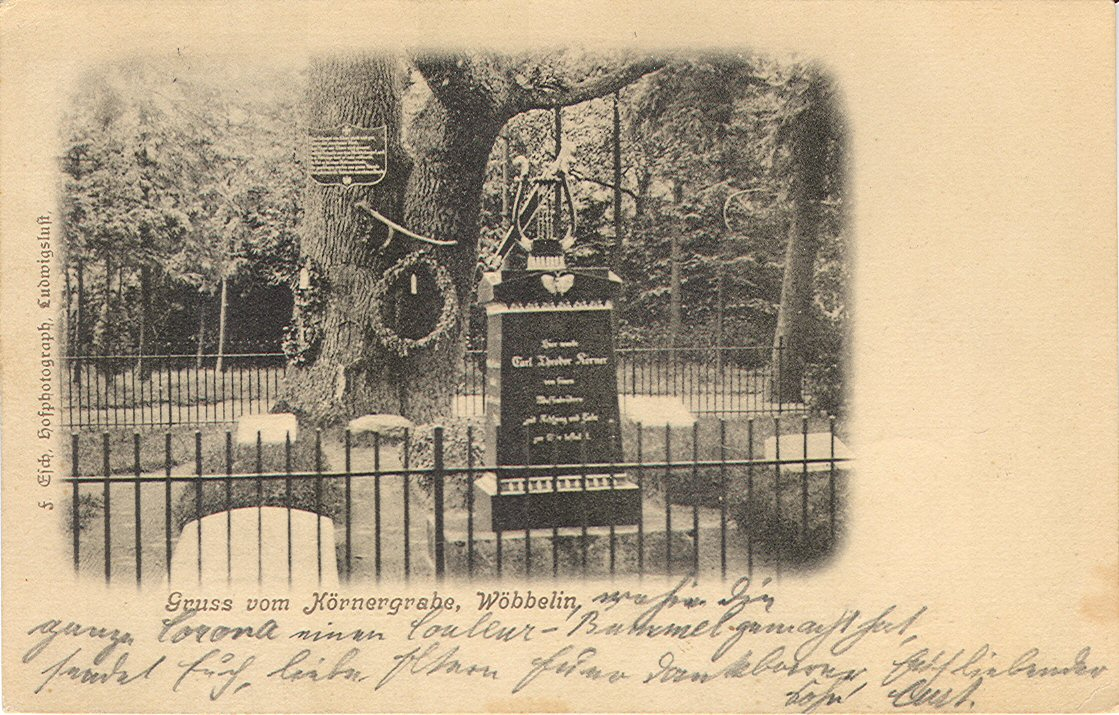
Grabdenkmal für Theodor Körner
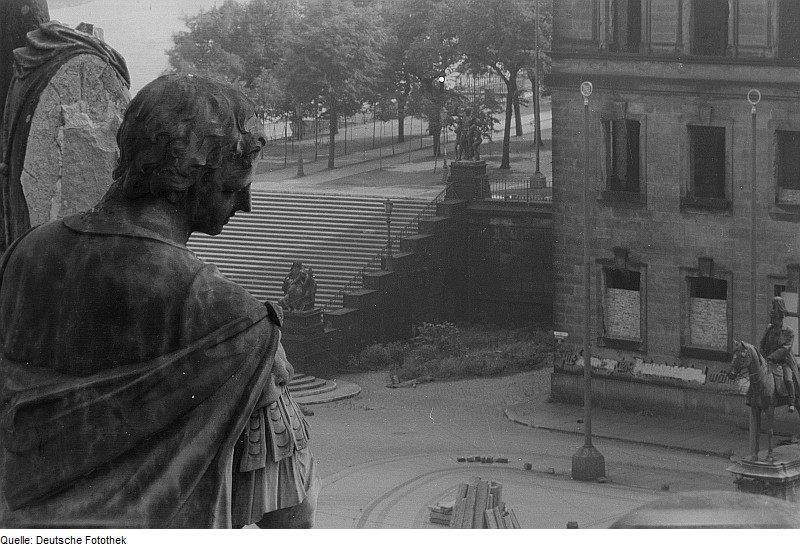
Freitreppe Brühlsche Terrasse in Dresden
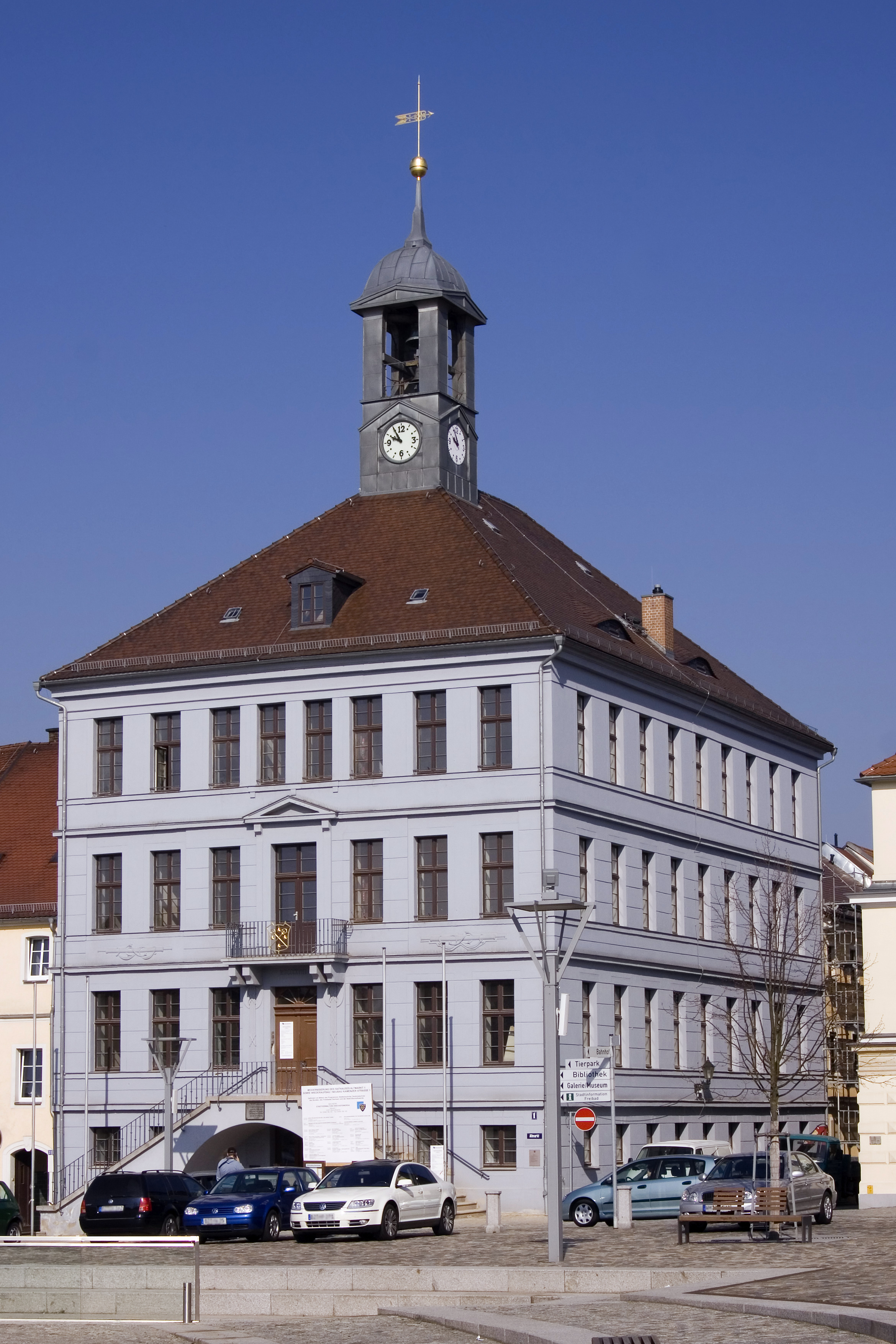
Rathaus in Bischofswerda
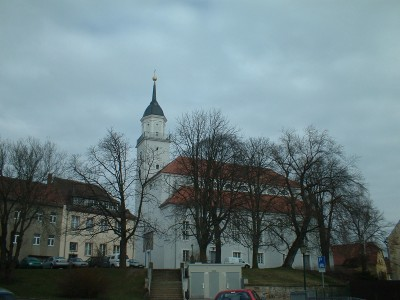
Christuskirche in Bischofswerda
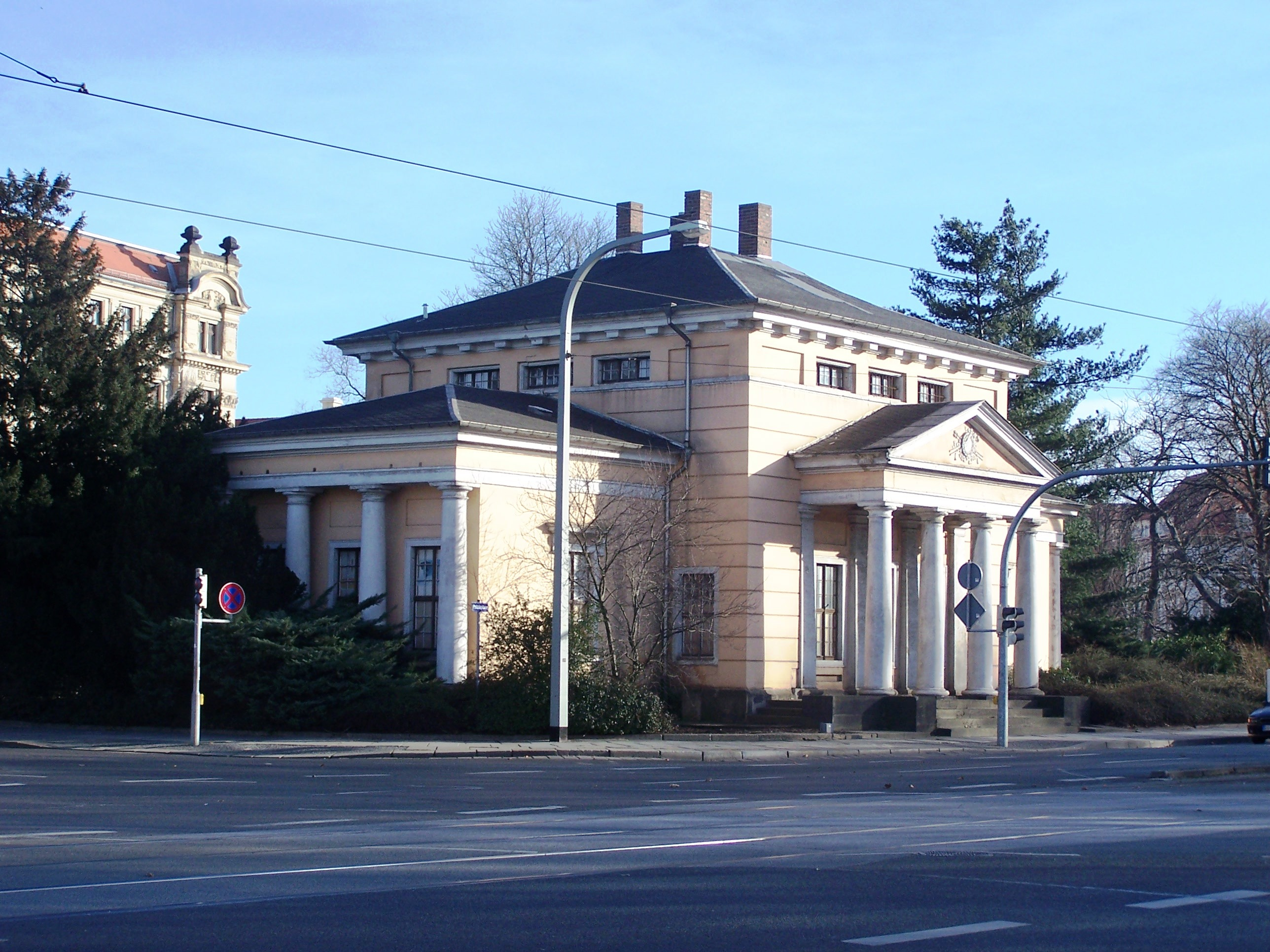
Akzisehaus/Torhaus am Dresdner Palaisplatz
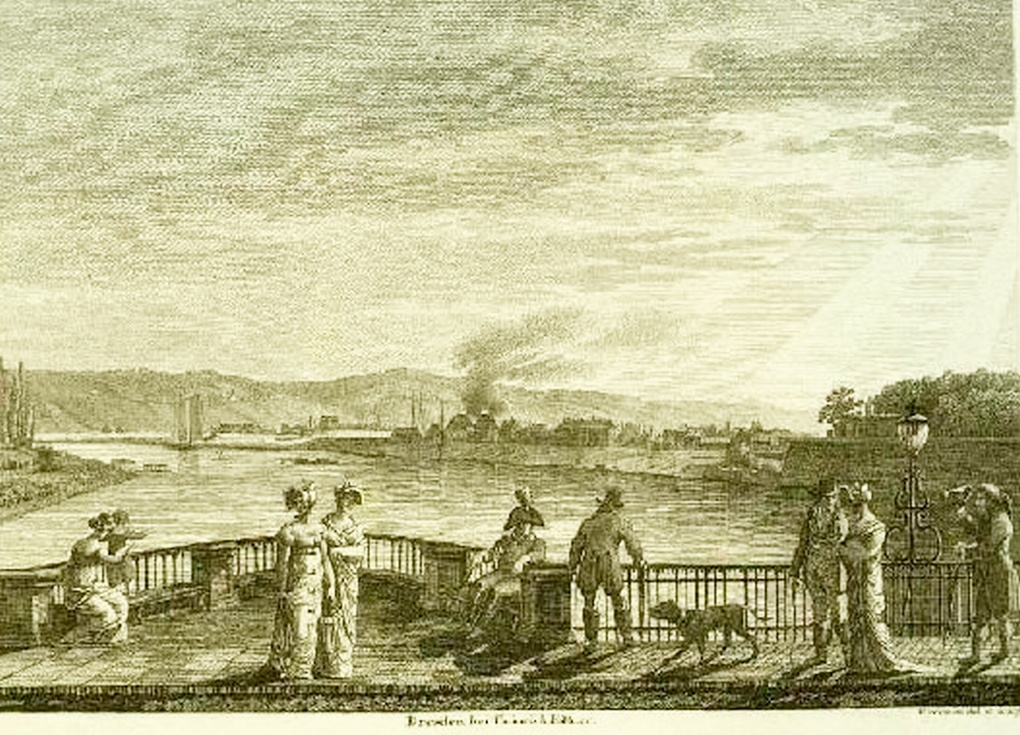
Elbeblick, von Thormeyer gezeichnet
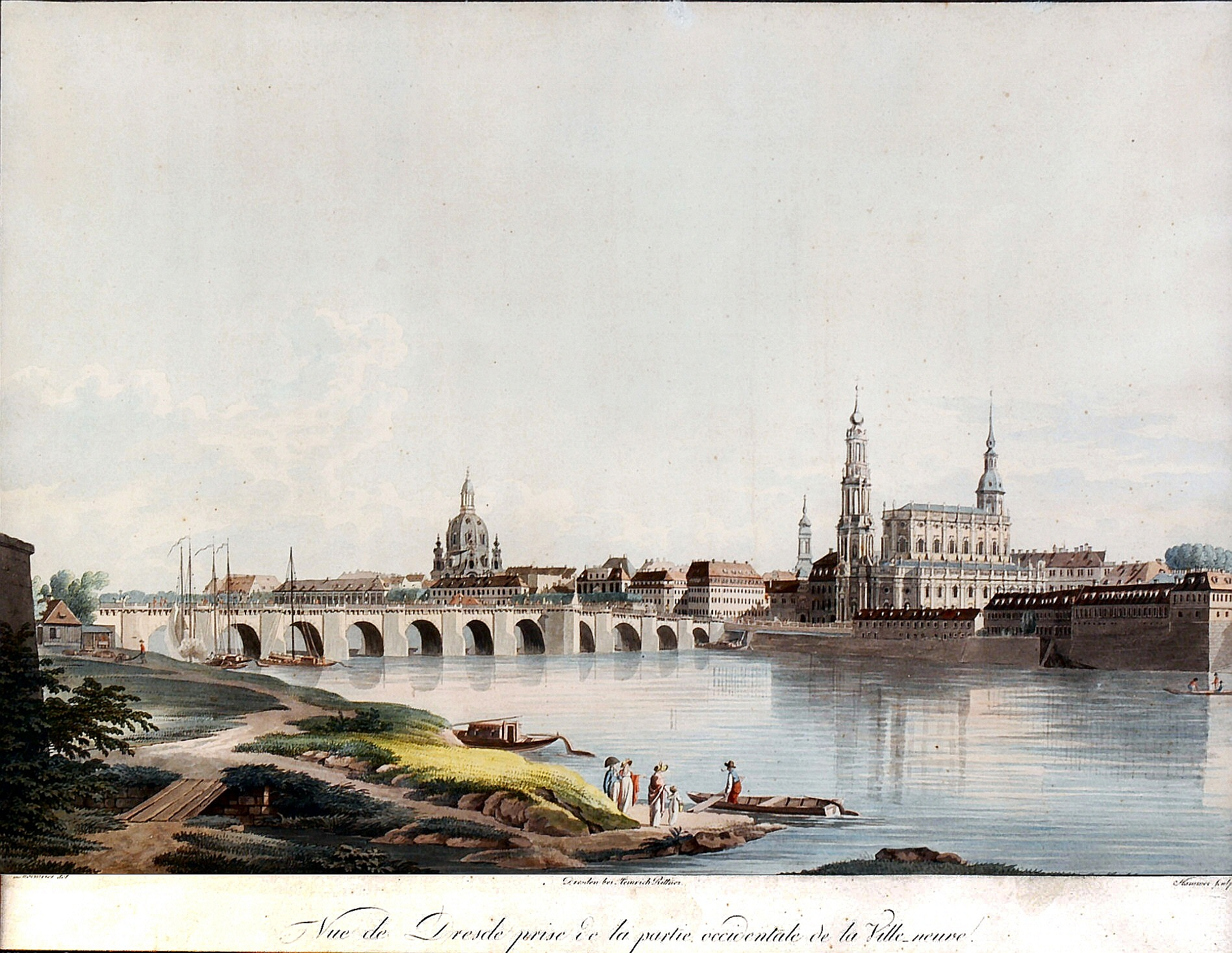
Dresden, von Thormeyer gezeichnet
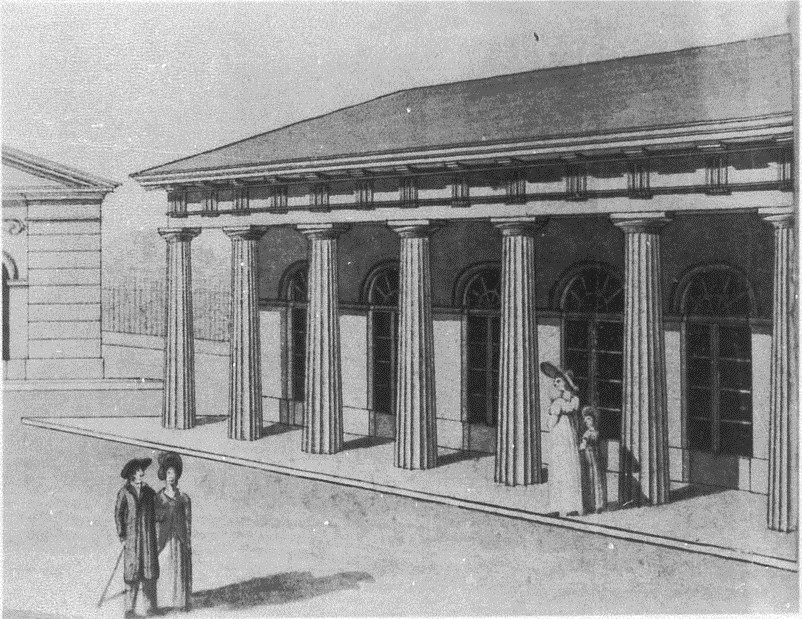
Arkadengänge am Antonsplatz, von Thormeyer gezeichnet